# Sylvanus Nimely
Sylvanus Nimely (* 4. září 1998, Monrovia, Libérie) je liberijský fotbalový útočník a reprezentant, od roku 2017 hráč ruského klubu FK Spartak Moskva.
Jeho bratrem je fotbalista Alex Nimely.

## Klubová kariéra
- Monrovia Club Breweries
- MFK Karviná (mládež)
- MFK Karviná 2016–2017
- FK Spartak Moskva 2017–

Nimely hrál v Libérii fotbal v týmu Monrovia Club Breweries. V roce 2014 ve svých 16 letech odešel do Evropy do českého klubu MFK Karviná. V Karviné však nemohl dle regulí FIFA hrát žádný mistrovský zápas až do svých 18 let. Po dosažení plnoletosti už nastupoval za dorost a juniorku, v A-týmu absolvoval debut 30. listopadu 2016 v osmifinálovém utkání českého poháru proti Dukle Praha (2:2 po prodloužení, na penalty výhra Karviné 4:2).
23. února 2017 přestoupil z Karviné do ruského klubu FK Spartak Moskva.

## Reprezentační kariéra
V liberijském reprezentačním A-mužstvu debutoval 7. září 2013 ve svých 15 letech v kvalifikačním zápase na stadionu Estádio Nacional da Tundavala v Lubangu proti týmu Angoly (porážka 1:4, FIFA později připsala Angole kontumační vítězství 3:0 pro neoprávněné nasazení hráče Libérie Nathaniela Shermana).